# Challenge de France féminin 2004/05
Der Wettbewerb um den Challenge de France féminin in der Saison 2004/05 war die vierte Ausspielung des französischen Fußballpokals für Frauenmannschaften. Die Teilnahme war nur für die Frauschaften der ersten und zweiten Liga verpflichtend.
Titelverteidiger war der FC Lyon, der seit Beginn dieser Saison aber keine Frauenfußballabteilung mehr besaß; diese war zum finanzkräftigeren Lokalrivalen Olympique Lyon übergetreten. Lyons Spielerinnen erreichten in diesem Jahr unter den neuen Vereinsfarben erneut das Finale, in dem sich allerdings der Juvisy FCF – wenn auch erst im Elfmeterschießen – durchsetzte und den Pokal zum ersten Mal gewann.
Der Wettbewerb wurde nach dem klassischen Pokalmodus ausgetragen; das heißt insbesondere, dass die jeweiligen Spielpaarungen ohne Setzlisten oder eine leistungsmäßige bzw. regionale Vorsortierung der Vereine aus sämtlichen noch im Wettbewerb befindlichen Klubs ausgelost wurden und lediglich ein Spiel ausgetragen wurde, an dessen Ende ein Sieger feststehen musste (und sei es durch ein Elfmeterschießen – eine Verlängerung bei unentschiedenem Stand nach 90 Minuten war nicht vorgesehen), der sich dann für die nächste Runde qualifizierte, während der Verlierer ausschied. Auch das Heimrecht wurde für jede Begegnung durch das Los ermittelt – mit Ausnahme des Finales, das auf neutralem Platz an jährlich wechselnden Orten stattfand –, jedoch mit der Einschränkung, dass Klubs, die gegen eine mindestens zwei Ligastufen höher spielende Elf anzutreten haben, automatisch Heimrecht bekamen.
Nach Abschluss der von den regionalen Untergliederungen des Landesverbands FFF organisierten Qualifikationsrunden griffen im Sechzehntelfinale auch elf der zwölf Erstligisten in den Wettbewerb ein – die einzige Ausnahme war der CNFE Clairefontaine, dem die FFF die Teilnahme an der Landesmeisterschaft, nicht jedoch diejenige am Pokalwettbewerb erlaubte. Hintergrund für diese ambivalente Haltung war auch der Druck seitens etlicher zweitklassiger Klubs, denen dieses Team ohnedies bereits einen Platz im Ligabetrieb blockierte.

## Sechzehntelfinale
Spiele am 16. Januar 2005. Die Vereine der beiden höchsten Ligen sind mit D1 bzw. D2 gekennzeichnet.
| - Stade Saint-Brieuc (D1) – ASJ Soyaux (D1) 0:6 - Celtic Marseille (D2) – Olympique Lyon (D1) 0:2 - COM Bagneux (D2) – Juvisy FCF (D1) 0:5 - FCF Monteux (D2) – HSC Montpellier (D1) 0:5 - AS Juvignac – Toulouse FC (D1) 0:3 - UC Le Mans (D2) – ESOF La Roche (D2) 2:0 - FC Saint-Rémy – FCF Lioujas (D2) 2:1 - FCF Ambilly – AF Rodez 1:1 (2:4 i. E.) | - AS Montigny-le-Bretonneux (D2) – Olympique Saint-Memmie (D1) 0:0 (4:3 i. E.) - AS Saint-Quentin (D2) – FC Vendenheim (D1) 1:5 - FC Tours (D2) – FCF Condé-sur-Noireau (D1) 1:0 - ES Cormelles (D2) – Paris Saint-Germain (D1) 1:6 - AS Algrange – FCF Hénin-Beaumont (D1) 0:0 (5:4 i. E.) - OC Saint-Herblain (D2) – ASF Les Verchers 1:1 (1:3 i. E.) - AS Sarreguemines – Mars Bischheim (D2) 1:1 (5:4 i. E.) - EB Saint-Cyr-sur-Loire – ES Blanquefort 1:1 (4:3 i. E.) |

## Achtelfinale
Spiele am 13. Februar 2005
| - HSC Montpellier (D1) – Toulouse FC (D1) 2:0 - AS Algrange – FC Vendenheim (D1) 0:6 - AF Rodez – UC Le Mans (D2) 0:1 - EB Saint-Cyr-sur-Loire – FC Tours (D2) 1:4 | - Juvisy FCF (D1) – AS Montigny-le-Bretonneux (D2) 7:0 - FC Saint-Rémy – Paris Saint-Germain (D1) 0:3 - ASF Les Verchers – ASJ Soyaux (D1) 0:3 - AS Sarreguemines – Olympique Lyon (D1) 0:6 |

## Viertelfinale
Spiele am 10. April 2005
| - ASJ Soyaux (D1) – FC Vendenheim (D1) 3:0 - UC Le Mans (D2) – Juvisy FCF (D1) 0:4 | - Olympique Lyon (D1) – HSC Montpellier (D1) 1:0 - Paris Saint-Germain (D1) – FC Tours (D2) 3:1 |

## Halbfinale
Spiele am 5. Mai 2005
| - Olympique Lyon (D1) – ASJ Soyaux (D1) 4:2 | - Paris Saint-Germain (D1) – Juvisy FCF (D1) 0:7 |

## Finale
Spiel am 14. Mai 2005 im Stade de la Tête Noire von Buzançais vor 700 Zuschauern
- Juvisy FCF – Olympique Lyon 1:1 (0:0), 5:4 im Elfmeterschießen

### Aufstellungen
Juvisy: Sandrine Capy – Stéphanie Mugneret-Béghé, Nelly Guilbert , Sandrine Soubeyrand, Émilie Trimoreau – Élise Bussaglia, Alexandra Guiné, Sophie Guyennot, Virginie Bourdille – Laëtitia Tonazzi, Marinette Pichon
Trainer: Pascal Gressani
Lyon: Hope Solo – Sandrine Dusang, Cécile Locatelli , Marianne Grangeon, Delphine Blanc – Danielle Slaton, Claire Morel, Lorrie Fair, Ludivine Bruet (Séverine Creuzet-Laplantes, 76.) – Christie Welsh, Sandrine Brétigny
Trainer: Farid Benstiti
Schiedsrichterin: Sarah Girard

### Tore
0:1 Brétigny (58.)

1:1 Tonazzi (64.)

### Elfmeterschießen
Das abschließende Strafstoßschießen zur Ermittlung eines Siegers stand nach je fünf Schüssen 3:3; für Juvisy hatten Bussaglia, Tonazzi und Mugneret-Béghé getroffen, während Soubeyrand und die Torjägerin Pichon scheiterten. Auf Seiten Lyons trafen Grangeon, Locatelli und Fair, Slaton und Brétigny verschossen. Anschließend verwandelten nacheinander Guilbert, Welsh und Guiné – und aufgrund von Dusangs Fehlschuss konnten Juvisys Fußballerinnen den Pokal in Empfang nehmen.